# Caisse à bouteilles
Ne pas confondre avec le casier à bouteilles ou étagère porte-bouteilles.

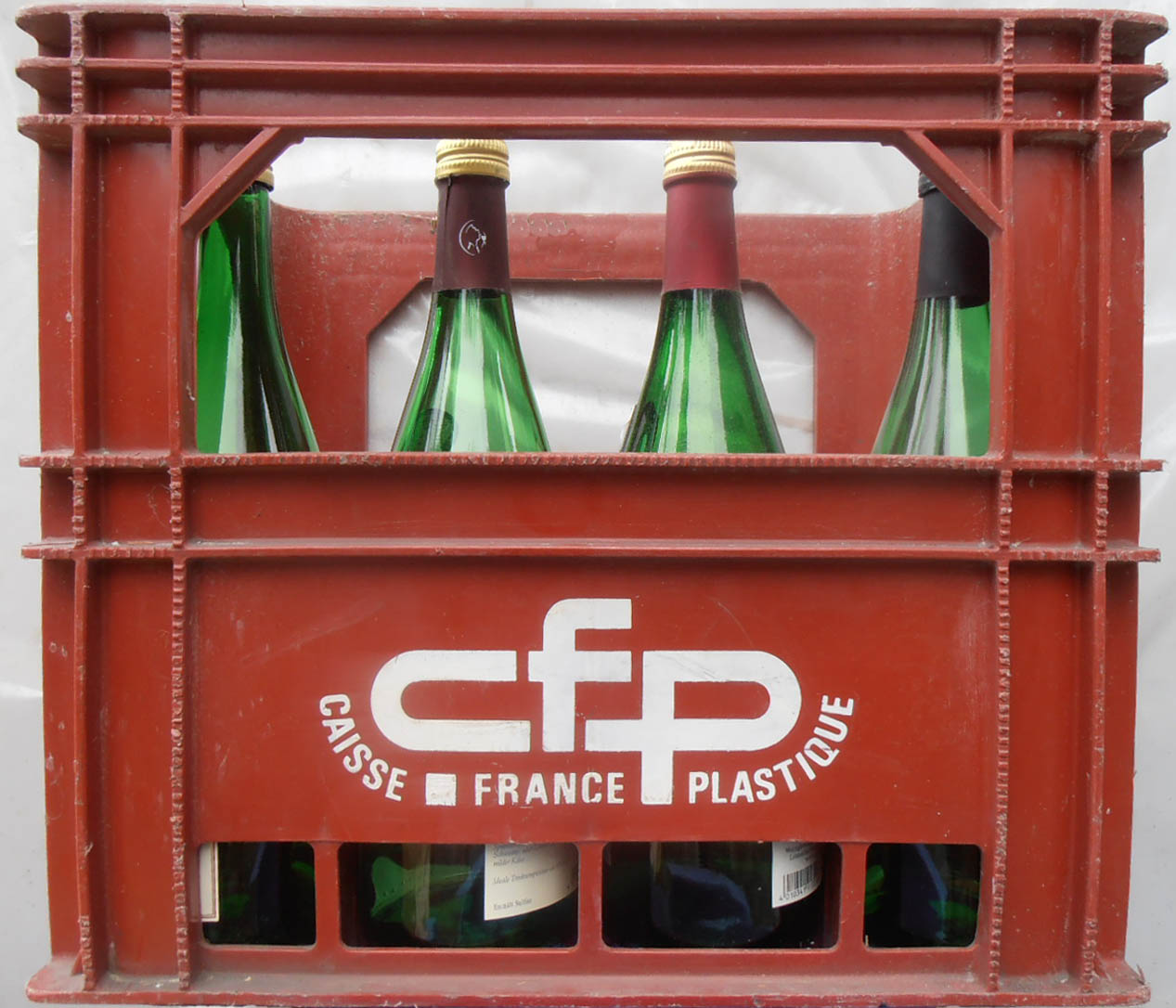
Une caisse à bouteilles

Une caisse à bouteilles ou casier à bouteilles est une caisse permettant le transport et le stockage de bouteilles. Ces caisses sont empilables, contrairement aux paniers à bouteilles.
Anciennement en bois ou en métal, elles sont depuis les années 1950 essentiellement fabriquées en polyéthylène haute densité.